# Operație algebrică

Operații algebrice la rezolvarea ecuației de gradul al doilea. Semnul radical, √, care denotă o rădăcină pătrată, este echivalent cu ridicarea la puterea ½. Semnul ± înseamnă că ecuația poate fi scrisă fie cu semnul +, fie cu semnul −

În matematică o operație algebrică de bază este oricare dintre operațiile comune ale aritmeticii, adică adunarea, scăderea, înmulțirea, împărțirea, ridicarea la o putere întreagă și extragerea de radicali (putere fracționară). Aceste operații pot fi efectuate cu numere, caz în care sunt adesea numite operații aritmetice. Similar, ele pot fi efectuate cu variabile, expresii algebrice, sau cu elemente ale structurilor algebrice ca grupuri și domenii. O operație algebrică poate fi definită și ca o funcție pe o putere carteziană a unei mulțimi, cu codomeniu aceeași mulțime.
Alte exemple de operații algebrice sunt compunerea funcțiilor și a permutărilor. 
Termenul de "operație algebrică" poate fi utilizat și pentru operații care pot fi definite prin compunerea operațiilor algebrice de bază, cum ar fi produsul scalar. În calculul infinitezimal și analiza matematică o operație algebrică este de asemenea utilizată pentru operațiile care pot fi definite exclusiv prin metode algebrice. De exemplu ridicarea la o putere întreagă sau rațională este o operație algebrică, dar nu și ridicarea la o putere reală sau complexă. De asemenea, derivarea este o operație unară care nu este algebrică.

## Notații
Simbolurile de înmulțire sunt de obicei omise. Atunci când nu există un operator între două variabile sau termeni sau când se folosește un coeficient înmulțirea este considerată implicită. De exemplu, 3 × x2 este scris ca 3x 2 iar 2 × x × y este scris ca 2xy. Uneori simbolul înmulțirii (×) este înlocuit fie cu un punct, fie cu un punct central, astfel că x × y este scris ca x . y sau x · y. În textul simplu, limbajele de programare și calculatoare se folosește asteriscul pentru a reprezenta simbolul înmulțirii, și trebuie folosit explicit, de exemplu 3x se scrie 3*x.
Pentru împărțire, în loc de a folosi semnul două puncte (:), care uneori poate părea ambiguu, se preferă linia de fracție, ca în 3/x + 1. În textul simplu și limbajele de programare se folosește bara de fracție, ex. 3 / (x + 1).
Exponenții sunt uzual prezentați ca indici superiori (superscript) ca în x2. În textul simplu, limbajul TeX și unele limbaje ca MATLAB și Julia, simbolul caret (^) reprezintă ridicarea la putere, astfel x2 se scrie x ^ 2. În limbajele de programare Ada, Fortran, Perl, Python, și Ruby, se folosec două asteriscuri, x2 se scrie x ** 2.
semnul plus-minus (±), este folosit ca o prescurtare pentru două expresii scrise într-una singură, reprezentând o expresie cu semnul plus și cealaltă cu semnul minus. De exemplu, y = x ± 1 reprezintă cele două ecuații {\displaystyle y=x+1} și {\displaystyle y=x-1.} Uneori este folosit pentru a nota o mărime pozitivă sau negativă ca ±x.

## Operații aritmetice și algebrice
Operațiile algebrice lucrează la fel cu operațiile aritmetice, fapt prezentat în tabelul următor.
| Operația           | Aritmetică Exemplu                                                                                         | Algebră Exemplu                                                                                    | Comentarii ≡ înseamnă "echivalent" ≢ înseamnă "neechivalent"                                                                                         |
| ------------------ | --- | -------------------------------------------------------------------------------------------------- | --- |
| Adunare            | {\displaystyle (5\times 5)+5+5+3} echivalent cu: {\displaystyle 5^{2}+(2\times 5)+3}                       | {\displaystyle (b\times b)+b+b+a} echivalent cu: {\displaystyle b^{2}+2b+a}                        | {\displaystyle {\begin{aligned}2\times b&\equiv 2b\\b+b+b&\equiv 3b\\b\times b&\equiv b^{2}\end{aligned}}}                                           |
| Scădere            | {\displaystyle (7\times 7)-7-5} echivalent cu: {\displaystyle 7^{2}-7-5}                                   | {\displaystyle (b\times b)-b-a} echivalent cu: {\displaystyle b^{2}-b-a}                           | {\displaystyle {\begin{aligned}b^{2}-b&\not \equiv b\\3b-b&\equiv 2b\\b^{2}-b&\equiv b(b-1)\end{aligned}}}                                           |
| Înmulțire          | {\displaystyle 3\times 5} or {\displaystyle 3\ .\ 5} or {\displaystyle 3\cdot 5} or {\displaystyle (3)(5)} | {\displaystyle a\times b} or {\displaystyle a.b} or {\displaystyle a\cdot b} or {\displaystyle ab} | {\displaystyle a\times a\times a} este aceeași cu {\displaystyle a^{3}}                                                                              |
| Împărțire          | {\displaystyle 12\div 4} or {\displaystyle 12/4} or {\displaystyle {\frac {12}{4}}}                        | {\displaystyle b\div a} or {\displaystyle b/a} or {\displaystyle {\frac {b}{a}}}                   | {\displaystyle {\frac {(a+b)}{3}}\equiv {\tfrac {1}{3}}\times (a+b)}                                                                                 |
| Ridicare la putere | {\displaystyle 3^{\frac {1}{2}}} {\displaystyle 2^{3}}                                                     | {\displaystyle a^{\frac {1}{2}}} {\displaystyle a^{3}}                                             | {\displaystyle a^{\frac {1}{2}}} este aceeași cu {\displaystyle {\sqrt {a}}} {\displaystyle a^{3}} este aceeași cu {\displaystyle a\times a\times a} |

Notă: folosirea literealor {\displaystyle a} și {\displaystyle b} este arbitrară, exemplele ar fi fost corecte și cu {\displaystyle x} și {\displaystyle y}.

## Proprietăți ale operațiilor aritmetice și algebrice
| Proprietatea   | Aritmetică Exemplu                                                                      | Algebră Exemplu                                                                         | Comentarii ≡ înseamnă "echivalent" ≢ înseamnă "neechivalent"                                                                     |
| -------------- | --------------------------------------------------------------------------------------- | --------------------------------------------------------------------------------------- | --- |
| Comutativitate | {\displaystyle 3+5=5+3} {\displaystyle 3\times 5=5\times 3}                             | {\displaystyle a+b=b+a} {\displaystyle a\times b=b\times a}                             | Adunarea și înmulțirea sunt comutative și asociative Scăderea și împărțirea nu sunt: e.g. {\displaystyle (a-b)\not \equiv (b-a)} |
| Asociativitate | {\displaystyle (3+5)+7=3+(5+7)} {\displaystyle (3\times 5)\times 7=3\times (5\times 7)} | {\displaystyle (a+b)+c=a+(b+c)} {\displaystyle (a\times b)\times c=a\times (b\times c)} | Adunarea și înmulțirea sunt comutative și asociative Scăderea și împărțirea nu sunt: e.g. {\displaystyle (a-b)\not \equiv (b-a)} |